# Word Error Rate
WER (del inglés Word Error Rate) es una medida comúnmente utilizada en la evaluación de sistemas de reconocimiento del habla o de traducción automática. 

## Concepto
Calcula el número mínimo de inserciones, borrados y sustituciones de una palabra por otra, necesarios para transformar una frase en otra. Esta medida se basa en la distancia de edición o distancia de Levenshtein, con la salvedad de que esta última se calcula a nivel de letra y WER lo hace a nivel de palabra.
En tareas tanto de traducción automática como de reconocimiento del habla, se calcula WER entre la frase generada por el sistema y una frase de referencia correcta.
{\displaystyle WER={\frac {S+B+I}{N}}}
donde
- S es el número de sustituciones,
- B es el número de borrados,
- I es el número de inserciones,
- N es el número de palabras que tiene la frase de referencia.

Para hallar el valor mínimo de WER entre dos frases se utiliza un algoritmo de programación dinámica.
Si consideramos que {\displaystyle t_{1},t_{2}...,t_{n}}  son las primeras {\displaystyle i} palabras de la frase generada y {\displaystyle r_{1},r_{2}...r_{n}} las {\displaystyle r} primeras de la frase de referencia:
{\displaystyle WER(i,j)=\min {\begin{cases}WER(i-1,j)+1\\WER(i,j-1)+1\\WER(i-1,j-1)+\Delta (i,j)\end{cases}}}
donde {\displaystyle \Delta (i,j)} es 1 si las palabras {\displaystyle t_{i}} y {\displaystyle r_{j}} son diferentes y 0 si son iguales.
- Datos: Q3516228